# فرودگاه شهری آرتیزا
فرودگاه شهری آرتیزا (به انگلیسی: Artesia Municipal Airport) یک فرودگاه همگانی با کد یاتا ATS است که یک باند فرود آسفالت دارد و طول باند آن ۱۹۲۱ متر است. این فرودگاه در کشور ایالات متحده آمریکا قرار دارد و در ارتفاع ۱۰۷۹ متری از سطح دریا واقع شده‌است.